# يوسف القره مانلي

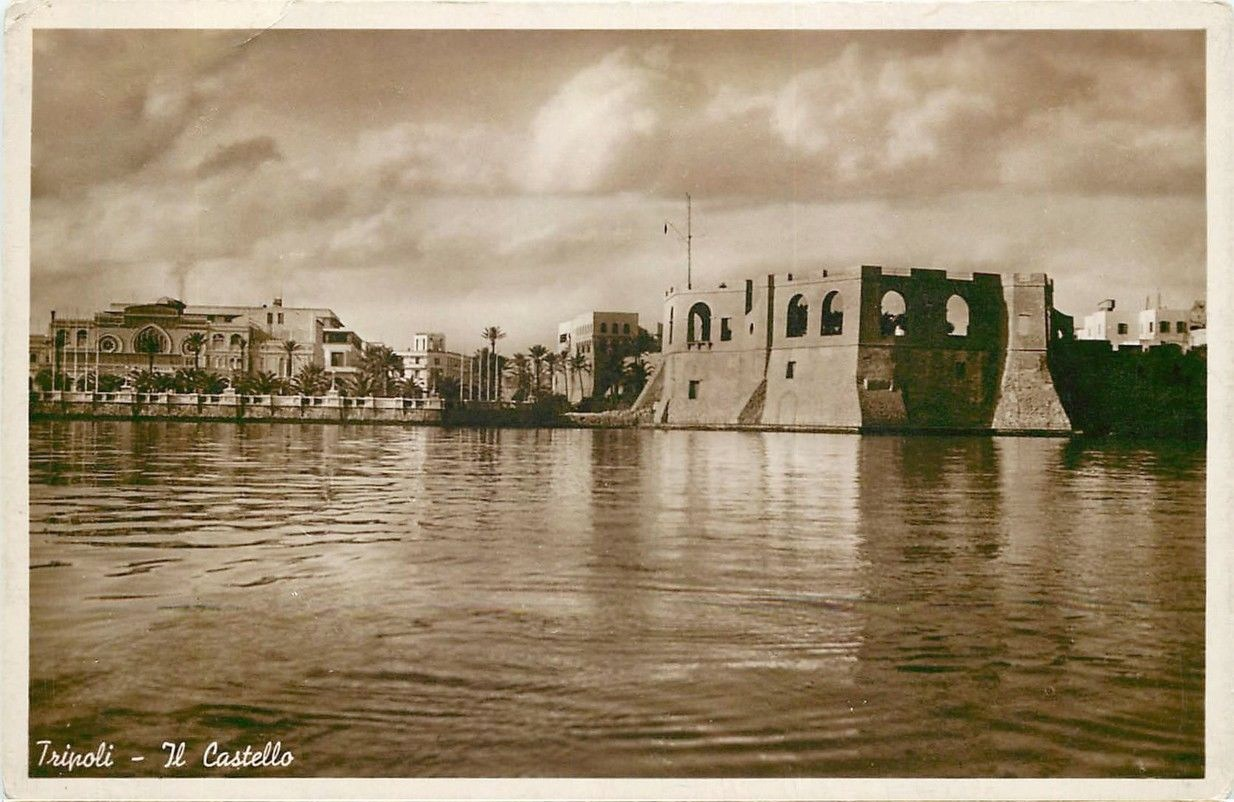
السراي الحمراء حيث كان يتخذها يوسف باشا القره مانلي مقرًا له

يوسف باشا القره مانلي (القره ماللي) (1766 - 1838). المعروف ب يوسف باشا أو باشا طرابلس (1795 -1832) وهو أشهر شخصية في سلالة القره ماللي التي حكمت (طرابلس) في ليبيا الحالية (1711 - 1835). وعرف باعتباره أول رئيس دولة يعلن الحرب على الولايات المتحدة المستقلة حديثا في حرب استمرت بين عامي (1801 - 1805).

## تولي العرش
يوسف سليل عائلة القره مانلي، ويرجع أصل الاسم إلى مدينة كرمان جنوب قونية تركيا. انتزع الحكم من أخيه حسن بعد أن قتله في دار أمه التي دعتهما للصلح بينهما، وبعد أن هرب أخيه أحمد الأولى بالحكم خوفا على حياته عام 1793.

## الحروب البربرية (الطرابلسية)
وتعرف أيضا بالحروب الطرابلسية. ويرجع اسم البربرية إلى شمال أفريقيا نسبة للسكان الأمازيغ وتضم طرابلس (ليبيا) وتونس والجزائر وهي الدول التي كانت تتمتع باستقلال عن الامبراطورية العثمانية.
كانت الأساطيل الليبية والتونسية والجزائرية تقوم بحماية السفن التجارية التي تعمل في البحر المتوسط مقابل رسوم تدفع لها من قبل الدول الأوروبية لحماية سفنها من القراصنة الذين كانو يجوبون البحر المتوسط. فقد كانت بريطانيا تدفع سنويا 600 جنية للخزانة الجزائرية، وتقدم الدانمارك مهمات حربية وآلات قيمتها 4 آلاف ريال شنكو كل عام مصحوبة بالهدايا النفيسة.
أما هولندا فكانت تدفع 600 جنيه، ومملكة صقلية 4 آلاف ريال، ومملكة سردينيا 6 آلاف جنيه، والولايات المتحدة الأمريكية تقدم آلات ومهمات حربية قيمتها 4 آلاف ريال و 10 آلاف ريال أخرى نقدا مصحوبة بهدايا قيمة، وتبعث فرنسا بهدايا ثمينة عند تغيير قناصلها، وتقدم البرتغال هدايا من أحسن الأصناف، وتورد السويد والنرويج كل سنة آلات وذخائر بحرية بمبالغ كبيرة، وتدفع مدينتا هانوفر وبرن بألمانيا 600 جنيه إنجليزي، وتقدم إسبانيا أنفس الهدايا سنويا.
في أواخر القرن الثامن عشر الميلادي بدأت السفن الأمريكية بعد أن استقلت أمريكا عن إنجلترا سنة 1776 ترفع أعلامها لأول مرة سنة 1783م، وتجوب البحار والمحيطات. وقد تعرض البحارة الجزائريون لسفن الولايات المتحدة، فاستولوا على إحدى سفنها في مياه قادش، وذلك في يوليو 1785 م، ثم ما لبثوا أن استولوا على إحدى عشرة سفينة أخرى تخص الولايات المتحدة الأمريكية وساقوها إلى السواحل الجزائرية.
ولما كانت الولايات المتحدة عاجزة عن استرداد سفنها بالقوة العسكرية، وكانت تحتاج إلى سنوات طويلة لبناء أسطول بحري يستطيع أن يواجه الأسطول العثماني اضطرت إلى الصلح وتوقيع معاهدة مع الجزائر في 5 سبتمبر 1795 م، وقد تضمنت هذه المعاهدة 22 مادة مكتوبة باللغة التركية، وفي الوقت نفسه هي المعاهدة الوحيدة التي تعهدت فيها الولايات المتحدة بدفع ضريبة سنوية لدولة أجنبية، وبمقتضاها استردت الولايات المتحدة أسراها، وضمنت عدم تعرض البحارة الجزائريين لسفنها.
وقِع جورج واشنطن أول رئيس للولايات المتحدة الأمريكية معاهدة صلح مع بكلر حسن والي الجزائر في أواخر القرن الثامن عشر الميلادي، بمقتضاها تدفع إلى الجزائر على الفور 642 ألف دولار ذهبي، و 1200 ليرة عثمانية، وذلك مقابل أن تطلق الجزائر سراح الأسرى الأمريكيين الموجودين لديها، وألا تتعرض لأي سفينة أمريكية تبحر في البحر المتوسط أو في المحيط الأطلسي.
وقع يوسف باشا معاهدة طرابلس مع الأميركيين يوم 4 نوفمبر 1796.
على الرغم من امتناع ليبيا من مهاجمة سفن الولايات المتحدة طيلة عام كامل إلا أنها لم تحصل على إتاوة سنوية مجزية، إسوة بحكام الجزائر وتونس. وقد حاول الإنجليز استغلال هذه النقطة؛ للثأر من عدوتهم اللدودة (أمريكا) وذلك من خلال الإيحاء للباشا بإعادة النظر في شروط المعاهدة مع الولايات المتحدة عبر قنصلهم في طرابلس الغرب «لوكاس». وقد زاد من تفجر غضب الباشا الوضع الاقتصادي الصعب في البلاد ونقص الأموال اللازمة للانفاق على الجيش والجهاز الإداري. كان جيش القرمانلي ينظم في العادة من بين المرتزقة، ويجمع الجيش بالدرجة الأولى من القولوغلية والانكشارية المقيمين في طرابلس، بالإضافة إلى الكتائب المسلحة المشكلة من بين القبائل الصديقة للباشا. وكان القولوغلية يشكلون الركيزة الأساسية للجيش. ويقدم رؤساء تجمعات القولوغلية العدد المطلوب من الجند لقاء الإعفاء من الضرائب وبدلاً لامتيازات أخرى. وقد كان بوسع يوسف القرمانلي، أن يجمع جيشا يضم 10 آلاف خيال، و 40 ألفا من المشاة. أما بالنسبة للكتائب المقاتلة، فكانت تستخدم بصورة ناجحة في الحملات التأديبية ضد القبائل، التي تكون في حالة عداء مع القبيلة الموالية لحاكم الولاية. أما الانكشارية فكانوا يثبتون أركان الجيش من خلال كونهم المقاتلين المتخصصين، وما كانوا يقاتلون ببراعة إلا عند التعويض المادي الجيد على خدماتهم. أما أسطول الولاية فلم يكن القوة المطلوب منها حماية البلاد من العدوان الخارجي بقدر ما كان القوة التي تؤكد هيبة الإيالة والمنبع المهم لتحصيل الأموال، التي كانت ضرورية جدا من أجل إثراء الصفوة الحاكمة العليا، والانفاق على الجيش وعلى النظام الحاكم بمجموعه. وكان يشمل على 20 سفينة مجهزة تجهيزا عسكريا جيدا ببحارتها البالغ عددهم حوالي الـ 1000. وإلى جانب الجيش كان ليوسف باشا فرق نظامية خاصة، تدعى (الشاويشية) لمهمة الحفاظ على القصر والمدينة، وكان يخدم فيها الانكشارية والمسيحيون الذين اعتنقوا الإسلام، بالإضافة إلى الزنوج الذين أعتقوا من العبودية.

### الأسطول السادس
أرسلت الولايات المتحدة أسطولها الحربي إلى البحر المتوسط، وكان يدخل في عداده فرقاطتان جهزت كل منهما بـ44 مدفعا، وهما (بريزيدينت) و (فيلادلفيا)، وواحدة صغيرة مجهزة بـ32 مدفعا هي (إيسكس)، وأخرى شراعية مجهزة بـ12 مدفعا هي (انتربرايز). كان رئيس الجمهورية «توماس جيفرسون»، الذي باشر للتو أعماله الرئاسية كثالث رئيس للولايات المتحدة، يأمل بإرسال أفضل قواته إلى البحر المتوسط؛ كي تعزز هذه القوة من هيبة الولايات المتحدة في المنطقة. «سوف نلقن هذا الأبله، ـ ويقصد حاكم طرابلس ـ درسا لن ينساه في فنون القتال». قال الرئيس موجها كلامه لنائبه ووزير دفاعه في مكتبه الرئاسي. «وسنجعله نصرا مدويا ندشن به حقبة جديدة لأسطولنا وتواجدنا العسكري في أكثر مناطق العالم حيوية، وبهذا أيها السادة نكون قد خطونا الخطوة الأولى نحو بناء الامبراطورية الأمريكية» واصل جيفرسون حديثه بنبرة لا تخلو من الثقة المفرطة بالنفس، مطلا بعينيه الزرقاوين عبر النافذة على حديقة القصر، وقد أضفى لون شعره الرمادي على شخصيته هيبة وجلالا.
صدر إلى الأميرال «ريتشارد ديل» بقيادة هذه الحملة، والتوجه إلى البحر المتوسط؛ لإلقاء الرعب في قلوب حكام الشمال الأفريقي، وإيجاد موطئ قدم للامبراطورية الجديدة. لقد كان انتقاء مدروسا بعناية، ذاك القرار الذي تم بموجبه تسمية هذا الأميرال؛ أحد أبطال حرب الاستقلال، والذي يتمتع بخبرة واسعة في مجال البحرية العسكرية. ناهيك عن علاقته الحميمة بالرئيس جيفرسون، إذ ينحدر كلاهما من بلدة «فيرجينيا». ودّع الأميرال ديل ذو الخامسة والأربعين عاما زوجته وولديه وداعا حميما، ثم انطلق على صدر الفرقاطة فيلادلفيا صحبة رفاقه وجنوده.
في 1801، طلب يوسف زيادة الرسوم المدفوعة إلى 225,000 دولار من الرئيس الامريكى توماس جيفرسون. ولكن الرئيس جيفرسون المنتخب حديثا والواثق في قدرة الولايات المتحدة والقوة البحرية الأمريكية المنشأة حديثاً في حمايه السفن الأمريكية تجاهل هذه المطالب.
في 6 فبراير 1802، شرَع الكونغرس قانونا" لحماية التجارة الأمريكية وبحارة الولايات المتحدة من خطر الطرادات الطرابلسية.

### اعلان الحرب على أمريكا
كان باشا طرابلس القوي، قد شعر بأن الأمريكيين يماطلون في دفع الجزية المفروضة على مرور السفن الأمريكية التجارية بالبحر المتوسط، فعمد إلى إهانتهم في رمز شرفهم الوطني، عندما أمر في 14 مايو 1801 جنوده بأن يحطموا سارية العلم الأمريكي القائمة أمام القنصلية الأمريكية في طرابلس، إشارة إلى إعلان الحرب على الولايات المتحدة الأمريكية. انطلقت بعدها الطرادات الليبية التابعة للبحرية الليبية التي كان قائدها الرايس مراد تجوب البحر بحثا عن السفن الأمريكية للاستيلاء على غنائمها وإجبار حكومة واشنطن على دفع جزية سنوية مجزية.
قام القنصل الأمريكي في طرابلس بمقابلة الباشا يوسف القرملي عارضا احتجاج دولته الرسمي على الإهانة التي لحقت بالعلم الأمريكي، وطلب إعادة البضائع التي سلبت من السفن الأمريكية. فقال له الباشا: «أيها القنصل لا توجد أمة أريد معها الصلح مثل أمتكم، وكل دول العالم تدفع لي ويجب أن تدفع لي أمتكم. فقال القنصل: «لقد دفعنا لك كل ما تعهدنا به إليك ولسنا مدينين بشيء !. فرد الباشا متهكما: «في ما يتعلق بالسلام قمتم فعلا بدفع اللازم، أما في ما يتعلق بالمحافظة على السلام فلم تدفعوا شيئا». لقد كان يوسف القرامنلي يرى بحس قرصان عظيم أنه يتعامل مع أمة أسسها قراصنة مخادعون!
كان وقع حرق العلم الأمريكي على قلب القنصل كوقع الصاعقة، واشتط غضبا حينما وصله خطاب الباشا، يأمره بمغادرة البلاد فورا. كانت الأجواء مشحونة والنفوس معبأة بفيض من الكراهية ومشاعر الانتقام من الجانبين. ولم يستطع القنصل فعل أي شيء سوى تمزيق معاهدة السلام والصداقة، التي وقّعها مع طرابلس الغرب سنة 1796، وعند حلول المساء، طفق المنادون يجوبون الشوارع؛ قارعين طبول الحرب، فيما شرعت المآذن تلهب حماس الناس بآيات من الذكر الحكيم، تحرضهم على قتال الصليبيين. وخلال عشرة أيام بالضبط بعد الحادث، غادر القنصل الأمريكي «كاثكارت» طرابلس صحبة أسرته عبر البر متجها إلى تونس. وهكذا يكون الباشا قد دق بالفعل أجراس الحرب، التي لم يسمع قائد الأسطول الأمريكي «ديل» بأصدائها إلا في الـ30 من يونيو، وذلك عندما دخل جبل طارق للتزود بالمؤن. وهلع ديل مما سمع، إذ لم يكن يتوقع أن تجري الأمور بكل هذه السرعة. وصدرت الأوامر منه على الفور بإغراق وحرق وتدمير أكبر عدد من المراكب الطرابلسية، التي من المحتمل أن تواجههم في عرض المتوسط.
أرسلت الولايات المتحدة في يوليو 1801 أسطولا حربيا مكونا من فرقاطتين معروفتين باسمي وليدج «بريزيدنت» و«فيلادلفيا»، كل منهما مزودة بأربعة وأربعين مدفعا، ترافقهما سفينتان حربيتان باثنين وثلاثين مدفعا، ثم أضيف إلى الأسطول، سفن أخرى في ما بعد. قام الرئيس الأمريكي بإصدار الأوامر إلى أسطوله في البحر المتوسط بفرض الحصار على ميناء طرابلس عام 1803 وقصف مدينة طرابلس بالمدافع.

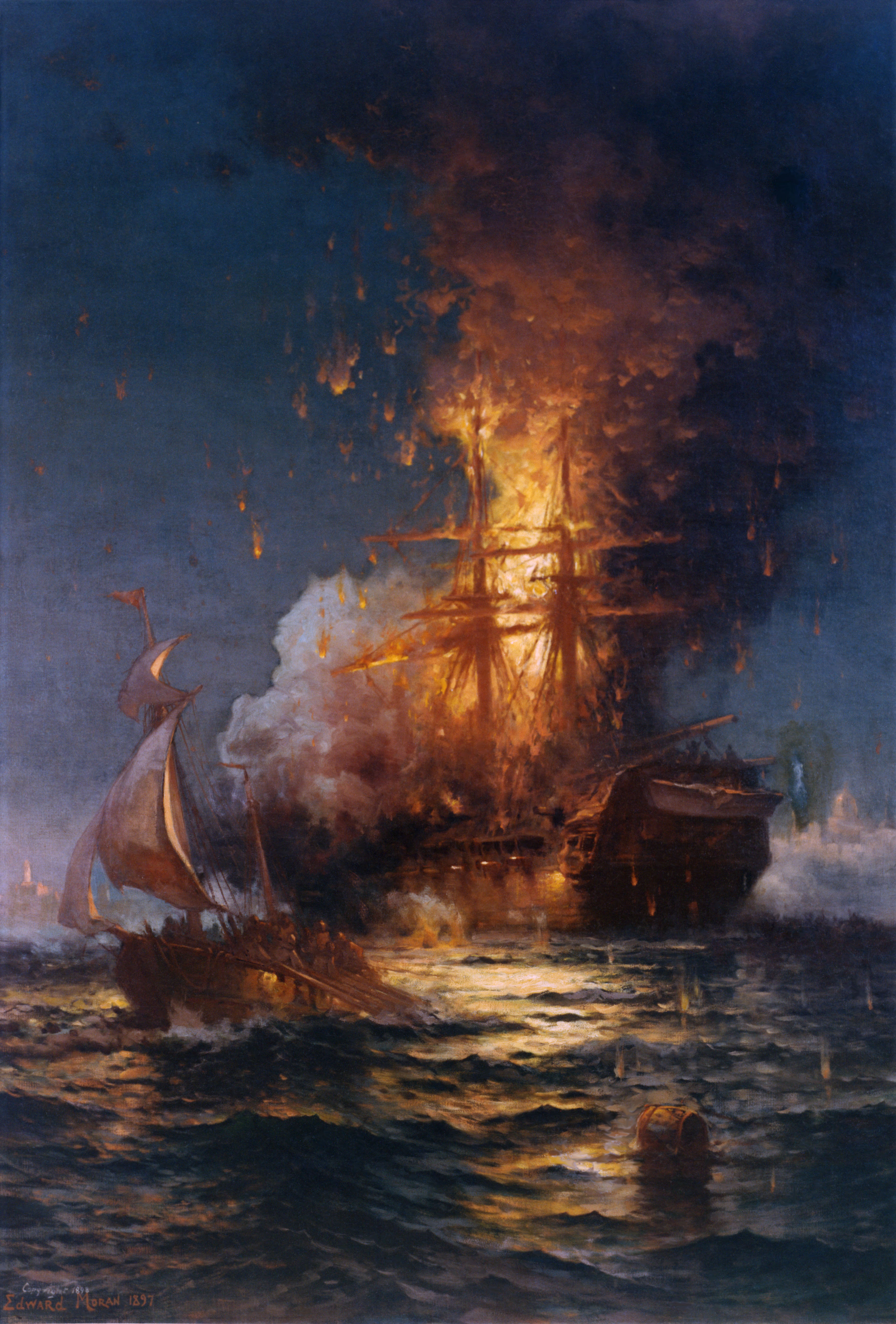
حريق الفرقاطة فيلادلفيا في مرفأ طرابلس في 16 فبراير 1804، لوحة لإدوارد موران في 1891.

### أسر فيلادلفيا
في 31 أكتوبر 1803 تمكنت البحرية الليبية من أسر (المدمرة) الفرقاطة فيلادلفيا وأبحر بها البحارة الليبيون إلى ميناء طرابلس وعلى متنها 308 بحارة اميركيين استسلموا جميعا وعلى رأسهم قائدها الكابتن بينبريدج Bainbridge. وعندما عجز الأمريكيون عن استرداد هذه السفينة جاؤوا بمرتزقة مالطيين تسللوا إليها وقاموا بنسفها حتى لا تصبح غنيمة في أيدي الليبين، وقبل أن تحترق كلياً قام الليبيون بنزع الصاري الضخم ووضعه على السراي الحمراء وهو موجود حتى يومنا هذا، وقد شكل حادث السفينة فيلادلفيا حافزا قويا للولايات المتحدة للاهتمام بتأسيس بحرية قوية اتخذت نشيدا لها يردده جنودها صباح كل يوم ويقول مطلعه (من قاعات مونتيزوما إلى شواطئ طرابلس نحن نحارب معارك بلادنا في الجو والأرض والبحر).

### غزودرنة
و بالتوازي مع الحصار كانت أمريكا تعمل من خلال قنصلها في تونس، وليم ايتون، على خطة لتغير نظام طرابلس عبر استمالة أحمد باشا القراملي شقيق حاكم طرابلس يوسف القرملي.
كان أحمد باشا، المقيم في مصر، يعتبر نفسه أحق بالعرش من أخيه الأصغر الذي انقلب عليه وأقصاه عن الحكم، لينفرد به وحده. فخطط الأمريكيون من خلال السفير الأمريكي في تونس، وليم إيتون، لإقناع أحمد القره منلي بأنهم قادرون على تتويجه على عرش طرابلس بعد التخلص من أخيه. فقبل بلعب دور العميل، وقد لازمه الخوف، طوال فترة انخراطه في المؤامرة. الخوف من فشل المغامرة الذي كان يتوقعه في كل لحظة، إلى جانب إحساسه بعار موالاة الكفرة، التي تعد من كبائر المعاصي، وتكاد تماثل الكفر بالله في ثقافة المسلم، في ذلك العصر، على الخصوص.
وجهزت قوة من المرتزقة بقيادة ضابط الجيش الاميركي وليام ايتون. وهاجمت شرق ليبيا عبر الحدود مع مصر وغزت مدينة درنة النائية وهي مدينة صغيرة على البحر المتوسط وقريبة من الحدود المصرية وتبعد عن طرابلس العاصمة أكثر من ألف كم، فقاومها الليبيون وأرسل الباشا قواته إلى درنة، وسقطت هذه المدينة في يد القوة الغازية ورفع علم الولايات المتحدة على قلعتها. وبذلك اعتبرت أول قطعة أرض تحتلها الولايات المتحدة في تاريخها.

### انتهاء الحرب
عمدت الولايات المتحدة إلى المفاوضات عقب معركة درنة وتم توقيع معاهدة إنهاء الحرب في 10 يونيو 1805. وطلب باشا ليبيا يوسف باشا من الولايات المتحدة غرامات مالية تقدر بثلاثة ملايين دولار ذهبا، وضريبة سنوية قدرها 20 ألف دولار سنويا، وظلت الولايات المتحدة تدفع هذه الضريبة حماية لسفنها حتى سنة 1812م، حيث سدد القنصل الأمريكي في الجزائر 62 ألف دولار ذهبا، وكانت هذه هي المرة الأخيرة التي تسدد فيها الضريبة السنوية.

## سقوط سلالة القارمنلي
مع حلول عام 1819، وبعد معاهدات الحروب النابليونية اضطر كل من ليبيا، وتونس والجزائر التخلي عن القرصنة ومهاجمة السفن الأجنبية كلياً تقريبا، وبدأ الاقتصاد في طرابلس ينهار. مما اضطر يوسف لمحاولة التعويض عن فقدان الدخل عن طريق تشجيع تجارة الرق عبر الصحراء، ولكن ازدياد المطالبة بإلغاء الرق في أوروبا وبدرجة أقل في الولايات المتحدة، عطل مشاريع الباشا لإنقاذ الاقتصاد في طرابلس. مما أضعف من قوة الباشا يوسف وازدادت القلاقل والثورات الشعبية فاضطر يوسف للتنحي عن الحكم في عام 1832 لصالح ابنه علي الثاني. ثم أرسل السلطان العثماني محمود الثاني قوات عسكرية لاستعادة النظام، وإنهاء حكم القرامنلي في ليبيا.